# Astana Fýtbol Klýby 2012
Questa voce raccoglie le informazioni riguardanti l'Astana Fwtbol Klwbı nelle competizioni ufficiali della stagione 2012.

## Stagione
Il campionato 2012 termina al quinto posto ma grazie al successo ottenuto in coppa, il club può partecipare per la prima volta in una competizione europea, giocando l'UEFA Europa League 2013-2014.
In Coppa l'Astana esclude i "cugini" dell'Astana 1964 (0-1), l'Aq Bulaq (1-3), il Qaysar (2-4), lo Shakhter Karagandy (2-3) e in finale supera l'Ertis per 2-0 con Beránek in panchina.

## Rosa
| N. |                        | Ruolo | Calciatore         |
| -- | ---------------------- | ----- | ------------------ |
| 1  | Serbia (bandiera)      | P     | Nenad Erić         |
| 4  | Kazakistan (bandiera)  | D     | Muxtar Muxtarov    |
| 5  | Kazakistan (bandiera)  | D     | Piraliy Aliev      |
| 6  | Kazakistan (bandiera)  | D     | Qairat Nūrdäuletov |
| 7  | Kazakistan (bandiera)  | C     | Ulan Konysbayev    |
| 8  | Bielorussia (bandiera) | D     | Viktor Dmitrenko   |
| 9  | Kazakistan (bandiera)  | A     | Sergeý Ostapenko   |
| 10 | Romania (bandiera)     | C     | Emil Dică          |
| 11 | Kazakistan (bandiera)  | A     | Sergej Gridin      |
| 15 | Kazakistan (bandiera)  | D     | Abzal Beysebekov   |
| 16 | Kazakistan (bandiera)  | D     | Yevgeni Goryachi   |
| 17 | Kazakistan (bandiera)  | C     | Tañat Nöserbayev   |

| N. |                               | Ruolo | Calciatore            |
| -- | ----------------------------- | ----- | --------------------- |
| 19 | Camerun (bandiera)            | C     | Christian Ebala       |
| 20 | Rep. Centrafricana (bandiera) | C     | Foxi Kéthévoama       |
| 21 | Kazakistan (bandiera)         | A     | Erjan Muxamedïn       |
| 22 | Kazakistan (bandiera)         | C     | Marat Shahmetov       |
| 24 | Kazakistan (bandiera)         | P     | Denis Tolebaev        |
| 27 | Kazakistan (bandiera)         | D     | Mïxaïl Rojkov         |
| 29 | Macedonia del Nord (bandiera) | D     | Dimitrija Lazarevski  |
| 31 | Serbia (bandiera)             | C     | Dušan Petronijević    |
| 40 | Kazakistan (bandiera)         | A     | Denis Prokopenko      |
| 55 | Kazakistan (bandiera)         | P     | Aleksei Belkin        |
| 66 | Kazakistan (bandiera)         | C     | Bauyrzhan Seisenbekov |
| 90 | Montenegro (bandiera)         | C     | Damir Kojašević       |